# Champions Cup and the Evert Cup 1999
Il Champions Cup and the Evert Cup 1999, conosciuto anche con il nome di Newsweek Champions Cup and the Evert Cup 1999 è stato un torneo di tennis giocato sul cemento. È stata la 26ª edizione dell'Indian Wells Masters, che fa parte della categoria ATP Super 9 nell'ambito dell'ATP Tour 1999, e della Tier I nell'ambito del WTA Tour 1999. Sia il torneo maschile che quello femminile si sono giocati nell'impianto per il tennis del Grand Champions Hotel di Indian Wells, in California, dall'8 al 23 marzo 1999.

## Campioni

### Singolare maschile
Mark Philippoussis ha battuto in finale  Carlos Moyá con il punteggio di 5–7, 6–4, 6–4, 4–6, 6–2

### Singolare femminile
Serena Williams ha battuto in finale  Steffi Graf con il punteggio di 6–3, 3–6 7–5

### Doppio maschile
Wayne Black /  Sandon Stolle hanno battuto in finale   Ellis Ferreira /  Rick Leach  6–3, 6–4

### Doppio femminile
Martina Hingis /  Anna Kurnikova hanno battuto in finale  Mary Joe Fernández /  Jana Novotná con il punteggio di 6–2, 6–2